# コマルカ・デ・ノイア
コマルカ・デ・ノイア（Comarca de Noia）はガリシア州ア・コルーニャ県のコマルカで、同県の南西部に位置する。
ロウサーメ、ノイア、オウテス、ポルト・ド・ソンの4自治体によって構成される。
リア・デ・ムーロス・エ・ノイアの最奥部から左岸にあり、隣接するコマルカは、北がコマルカ・ド・シャージャスとコマルカ・ダ・バルカーラ、東がコマルカ・デ・サンティアーゴとコマルカ・ド・サール、南がコマルカ・ド・バルバンサ、西がコマルカ・デ・ムーロスとなっており、南西部はリア・デ・ムーロス・エ・ノイアに面している。
面積は325.1km²で、2010年の人口は35,832人（2009年：13,427人、2007年：13,709人）。コマルカの中心となっている地区は自治体ノイアのノイア教区内のノイア地区。カスティーリャ語による表記はComarca de Noya。

## 地理
| コマルカ・デ・ノイアの構成自治体（2010年）             |            |             |                    |
| 自治体                                                 | 人口（人） | 面積（km²） | 人口密度（人/km²） |
| ロウサーメ                                             | 3,699      | 93.6        | 39.5               |
| ノイア                                                 | 14,947     | 37.2        | 401.8              |
| オウテス                                               | 7,313      | 99.7        | 73.4               |
| ポルト・ド・ソン                                       | 9,873      | 94.6        | 104.4              |
| 計                                                     | 35,832     | 325.1       | 110.2              |
| 出典: INE（スペイン国立統計局）、IGE（ガリシア統計局） |            |             |                    |